# Salam Salamzade
Pour les articles homonymes, voir Salamzade.
Salam Salamzade (en azéri: Salam Əbdülqasım oğlu Salamzadə), né le 7 mars 1908 à Bakou où il est mort le 12 mai 1997, est un peintre russe, artiste du peuple de l'URSS en 1982.

## Biographie
Pendant la Seconde Guerre mondiale, S. Salamzadeh travaille principalement sur des portraits de héros de guerre et des compositions d'intrigues pour le Musée de la littérature. Après les années de guerre, l'artiste élargit la portée de son travail créatif, effectue des voyages dans la région sud du pays (Lankaran, Astara) et crée de nombreuses œuvres à succès. Les portraits d'artistes présentés par S.Salamzadeh, les images de travailleurs représentés en cours de travail sont très convaincants. 
L'artiste effectue un long voyage créatif dans le monde arabe. Il séjourne en Égypte, en Irak, en Syrie, au Liban et dans d'autres pays arabes pendant environ six mois, crée les œuvres d'art qui attirent l'attention. Les œuvres de l'artiste de divers genres, créées sur une période d'environ 10 ans, forment la Série des pays arabes (1961-1970). 

## Expositions
Ses expositions personnelles ont été présentées dans de nombreuses villes du monde ; ses œuvres sont conservées au Musée d'art national d'Azerbaïdjan R.Mustafayev, à la Galerie d'art national d'Azerbaïdjan et d'autres musées.

## Œuvres
- La Bataille de Rustam avec Afrasiyab (1934)
- Portrait de Manya Karimova (1938)
- Portrait d'Uzeyir Hajibeyov (1941)
- Portrait de l'artiste populaire Sidgi Ruhulla (1944)
- Derrière le roi (1955)
- Portrait de Gamar Almaszade, la première réalisatrice azerbaïdjanaise (1957)
- Portrait d'une jeune fille aux cerises (1957)
- Portrait de Nariman Narimanov (1958)
- Portrait d'une jeune fermière collective (1964)
- Paysanne (1972)
- Sous le soleil (1958)
- Steppes sovkhozes (1959)
- Femmes allant à l'eau (1968)
- Plantation de thé (1970)
- Amies (1970)
- Le Coucher du soleil (1976)
- Invités du mariage (1974)
- Ferme d'État subtropicale d'Astara (1976)
- Réservoirs (1976).

## Distinctions et titres
- Titre honorifique : ouvrier d'art honoré de la RSS d'Azerbaïdjan (3 juillet 1940)[4].
- Titre honorifique : artiste du peuple de la RSS d'Azerbaïdjan  (1er décembre 1982)[4].
- Ordre de l’Insigne d'honneur (9 juin 1959)[réf. souhaitée].
- Ordre de l'Amitié des peuples (5 mars 1988)[réf. souhaitée].